# Uralolita
La uralolita és un mineral de la classe dels fosfats. Rep el seu nom dels monts Urals, on va ser descoberta.

## Característiques
La uralolita és un fosfat de fórmula química Ca₂Be₄(PO₄)₃(OH)₃·5H₂O. Cristal·litza en el sistema monoclínic. La seva duresa a l'escala de Mohs és 2,5.
Segons la classificació de Nickel-Strunz, la uralolita pertany a «08.DA: Fosfats, etc, amb cations petits (i ocasionalment, grans)» juntament amb els següents minerals: bearsita, moraesita, roscherita, zanazziïta, greifensteinita, atencioïta, ruifrancoïta, guimarãesita, footemineïta, weinebeneïta, tiptopita, veszelyita, kipushita, philipsburgita, spencerita, glucina i ianbruceïta.

## Formació i jaciments
Va ser descoberta l'any 1964 al dipòsit de beril·li de Boevskoe, a Kamensk-Ural'skii (óblast de Txeliàbinsk, Rússia). També ha estat descrita a Brandrücken (Caríntia, Àustria), a la vall de Piauí, a Taquaral (Minas Gerais, Brasil), a Oberfrauenwald i Hötzendorf (Bavària, Alemanya) i als estats de Maine i Carolina del Nord (Estats Units).